# Kirin Cup 2003
De Kirin Cup 2003 was de 24e editie van de Kirin Cup. Het toernooi werd gehouden van 8 tot en met 13 juni 2003, het werd gespeeld in Japan. Er was geen winnaar omdat het toernooi niet is afgemaakt. Er werden 2 van de 3 wedstrijden gespeeld. Argentinië en Paraguay speelden niet tegen elkaar. 

## Eindstand
| Pos | Land       | Wed | Win | Gel | Ver | DV | DT | +/- | Pnt |
| --- | ---------- | --- | --- | --- | --- | -- | -- | --- | --- |
| 1   | Argentinië | 1   | 1   | 0   | 0   | 4  | 1  | +3  | 3   |
| 2   | Paraguay   | 1   | 0   | 1   | 0   | 0  | 0  | 0   | 1   |
| 3   | Japan      | 2   | 0   | 1   | 1   | 1  | 4  | –3  | 1   |

## Wedstrijden
|                                |           |       |                                                 |                                                                                         |
| 8 juni 2003 «onderlinge duels» | Japan     | 1 – 4 | Argentinië                                      | Hiroshima Big Arch, Hiroshima Toeschouwers: 42.508 Scheidsrechter: Herbert Fandel (DUI) |
| 8 juni 2003 «onderlinge duels» | Akita 55' |       | Saviola 30' Zanetti 45' Romeo 78' Rodríguez 82' | Hiroshima Big Arch, Hiroshima Toeschouwers: 42.508 Scheidsrechter: Herbert Fandel (DUI) |

|                                 |       |       |          |                                                                               |
| 11 juni 2003 «onderlinge duels» | Japan | 0 – 0 | Paraguay | Saitamastadion, Saitama Toeschouwers: 59.891 Scheidsrechter: Mike Riley (ENG) |
| 11 juni 2003 «onderlinge duels» |       |       |          | Saitamastadion, Saitama Toeschouwers: 59.891 Scheidsrechter: Mike Riley (ENG) |

De wedstrijd tussen Argentinië en Paraguay ging niet door.